# Heichal Shlomo
Heichal Shlomo é a antiga sede do Rabinato Chefe de Israel. É ao lado do  Grande Sinagoga em  Rei George Street, Jerusalém. O edifício tem atualmente o Museu da Herança Judaica, Renanim Sinagoga, espaço de escritório e um auditório. É em frente ao Leonardo Plaza Hotel Jerusalém. O edifício foi terminado em 1958. Em 1992 ele se tornou um museu de arte judaica.